# Henri Leys
Pour les articles homonymes, voir Leys.
Henry Jean Augustin Leys (Hendrik Leys), connu aussi sous la forme française Henri Leys, né le 22 février 1815 à Anvers et mort le 26 août 1869 dans la même ville, est un peintre et graveur belge. Il était un des principaux représentants de l'école historique et romantique dans l'art belge. Il était aussi un pionnier du mouvement réaliste en Belgique. Ses peintures d'histoire et de genre et ses portraits lui ont valu une réputation à l'échelle européenne. Son style a influencé des artistes en Belgique et en Europe.

## Données biographiques
Henrij Jean Augustin Leijs est issu d'une famille flamande d'Anvers. Il est né à Anvers le 22 février 1815, comme fils d'Henry Joseph Martin Leys, imagier, et de Marie Thérèse Craen.
Il épousa à Anvers le 11 mai 1841 Adelaïda (Adèle) Jeannetta Josephina Van Haren, née à Anvers en 1817, fille de Guillaume (Willem) Van Haren, droguiste à Anvers, et de Thérèse Françoise Casteels.
De son mariage, il eut trois enfants : 
* Baron (1877) Julien Leys (Anvers 1842 - Paris 1908) qui resta célibataire et n'eut pas de descendance. Son portrait par son père est conservé. Il fut notamment conseiller communal d'Anvers, et secrétaire de légation à Paris,
* Lucie Thérèse Adélaïde Leys, immortalisée par son père dans un beau portrait, et qui avait épousé à Anvers en mai 1871 Georges Le Jeune, né en 1844 à Anvers, industriel raffineur de sucre. Elle mourut tragiquement le mois suivant son mariage, âgée de 28 ans,
* Marie Thérèse Gustave Adèle Leys, née à Anvers en 1852, qui épousa en 1876 Alfred Nicolas Le Bourguignon (ou parfois Bourguignon suivant les actes), qui résidait à Bruxelles. Elle est morte à Paris (VII) le 12 février 1894, à cinq heures du matin, âgée de 41 ans, en sa demeure où elle résidait, rue de Lille n° 45, épouse d'Alfred Le Bourguignon, âgé de 59 ans, résidant alors à Bruxelles. Ce dernier était écrivain, notamment auteur de plusieurs ouvrages romanesques.
Il est anobli le 30 octobre 1865 par le roi Léopold Ier et reçoit le titre de baron. Il a pour devise "Arte et labore", d'or sur un listel de gueules. Au moment de sa mort, depuis 1863 à 1869, il était engagé dans la décoration intérieure de l'hôtel de ville d'Anvers peignant de grandes fresques illustrant l'histoire de la ville où il est mort subitement à 54 ans.
Adèle Van Haren est morte à Anvers le 8 décembre 1875 à une heure et demie de l'après-midi, en sa demeure, au n° 12 de la rue Leys, cette rue à laquelle le nom de son mari avait été donné pour honorer le peintre de grand talent qu'il fut.

## Le peintre archaïsant

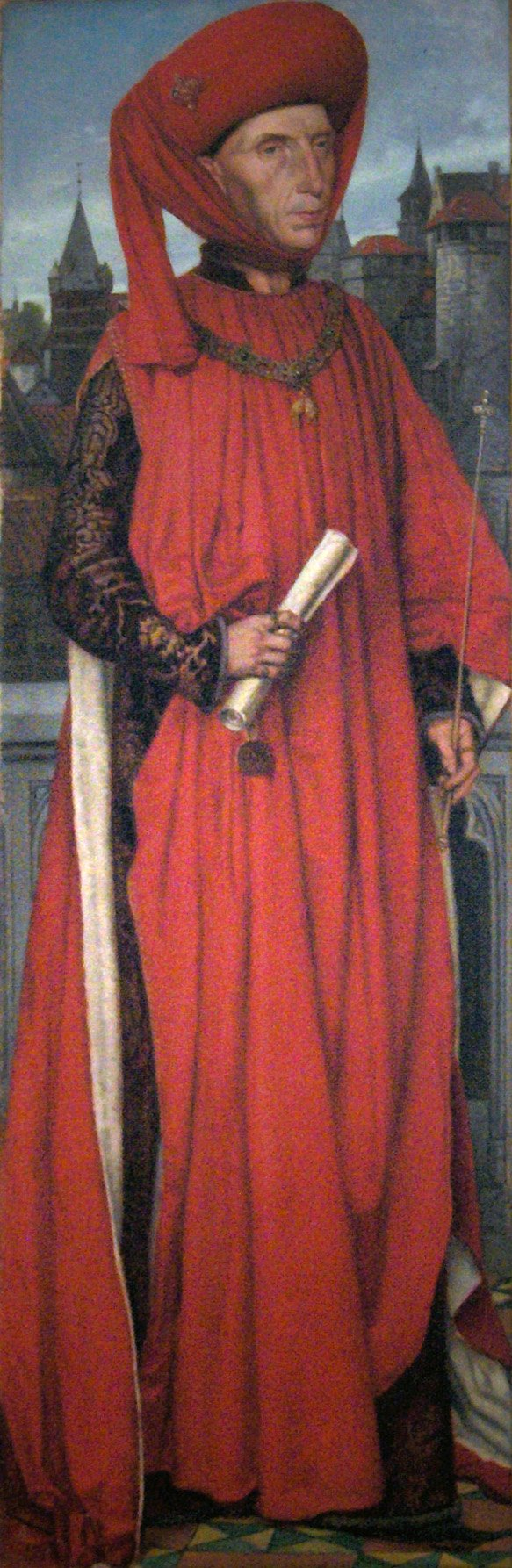
Philippe le Bon, 1863.

Hendrik Leys se forme à l'Académie des beaux-arts de la ville, d'abord avec Mathieu-Ignace Van Brée, puis avec son beau-frère Ferdinand de Braekeleer. Au début de sa carrière, il est proche du peintre romantique belge Egide Charles Gustave Wappers et s'inscrit comme lui dans le courant du romantisme historique en s'intéressant à la tradition flamande des XVIe – XVIIe siècles (exemples : Intérieur du XVIIe siècle, 1838, Rijksmuseum d'Amsterdam, Faust, Musée des beaux-arts de Lille, La Furie espagnole en 1576, Musées royaux des beaux-arts de Belgique à Bruxelles). Il se rend à Paris en 1835 et fréquente un temps l'atelier d'Eugène Delacroix où il se lie à Paul Delaroche.
Il voyage aux Pays-Bas en 1839 et commence dans les années 1840 ses tableaux reconstituant Anvers au XVIe siècle, associant détails réalistes et facture archaïsante à la manière troubadour, s'enrichissant au contact de la peinture allemande des XVe et XVIe siècles (Lucas Cranach, Hans Holbein le Jeune, Albrecht Dürer) lors de son voyage outre-Rhin en 1852.
Il participe ainsi à la néo-Renaissance flamande développant « une peinture historique anecdotique édifiante qui emprunte à la peinture hollandaise du XVIIe siècle ses moyens techniques : son 'faire lisse', sa description minutieuse des détails qui font illusion, son rendu des tissus mais aussi son caractère intimiste des scènes familières ».

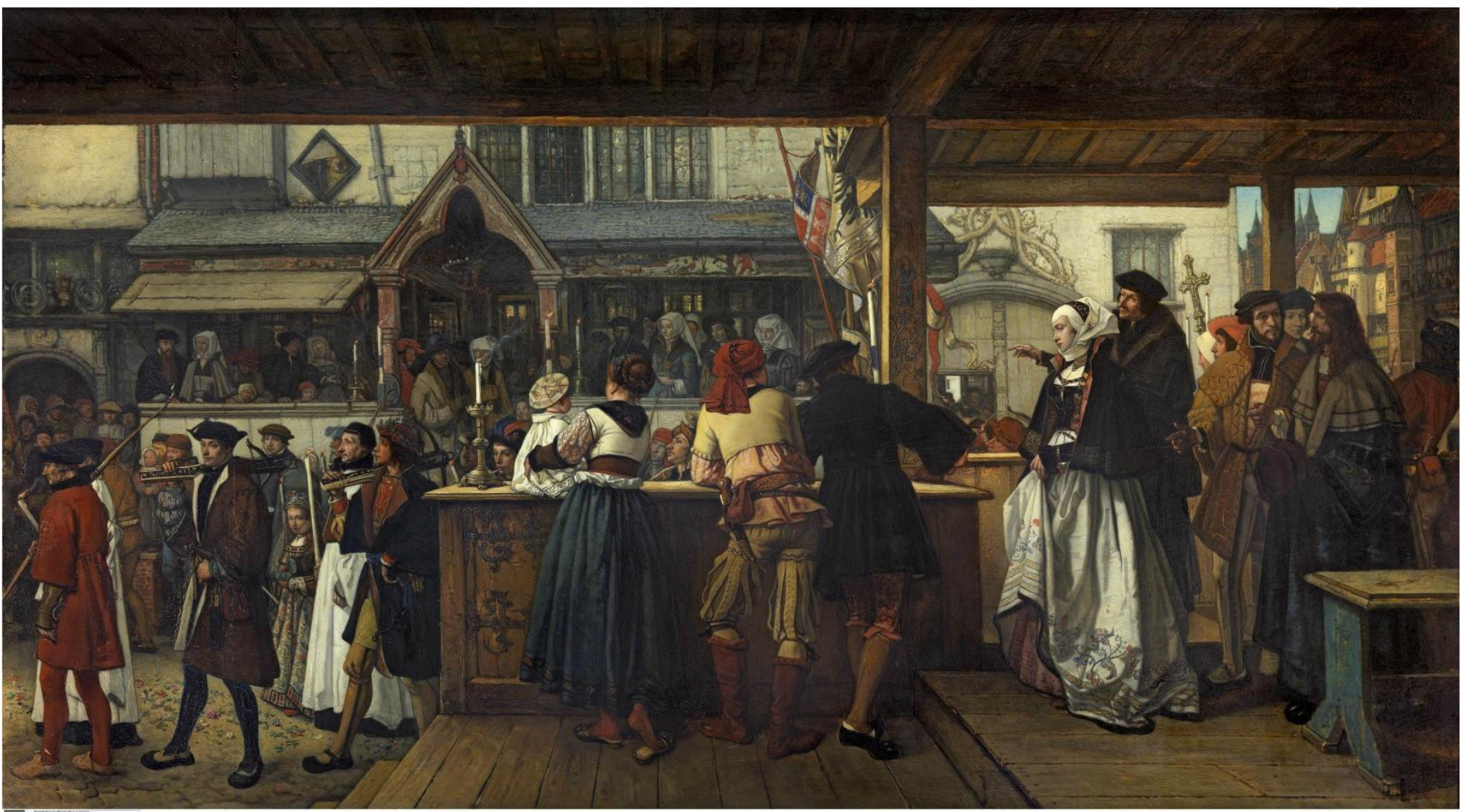
Albrecht Dürer lors de sa visite à Anvers en 1520

Camille Lemonnier écrit en 1906 à son propos, dans L’École belge de peinture, 1830-1905 : « On peut dire que Leys peignit surtout des portraits : il les peignit à la manière des peintres germaniques du XVIe siècle, avec un scrupule infini de la ressemblance physique, détaillant le poil, la ride, la verrue, les moindres particularités de l'être matériel et, en un miracle de conscience naïve, arrivant par là à extérioriser la personnalité morale » Plus largement, Hendrik Leys a peint aussi bien des sujets historiques (Philippe Le Bon, 1863 - Le Siège d'Anvers - L'Édit de Charles V - Luther rendant visite à Calvin...) que des scènes de genre (La Fête de famille (1845, Musée de Leipzig - La Ménagère, 1846, musée Condé, Chantilly - Le Vœu, 1860 - La Joueuse de mandoline...) qui lui ont valu une grande célébrité parmi les jeunes peintres belges et au-delà en France où il a participé avec succès (médaille d'or pour les Trentaines de Bartel de Haze) à l’Exposition universelle de 1855 à Paris. Il devient membre de l'Académie royale de peinture de Belgique.

## Notoriété

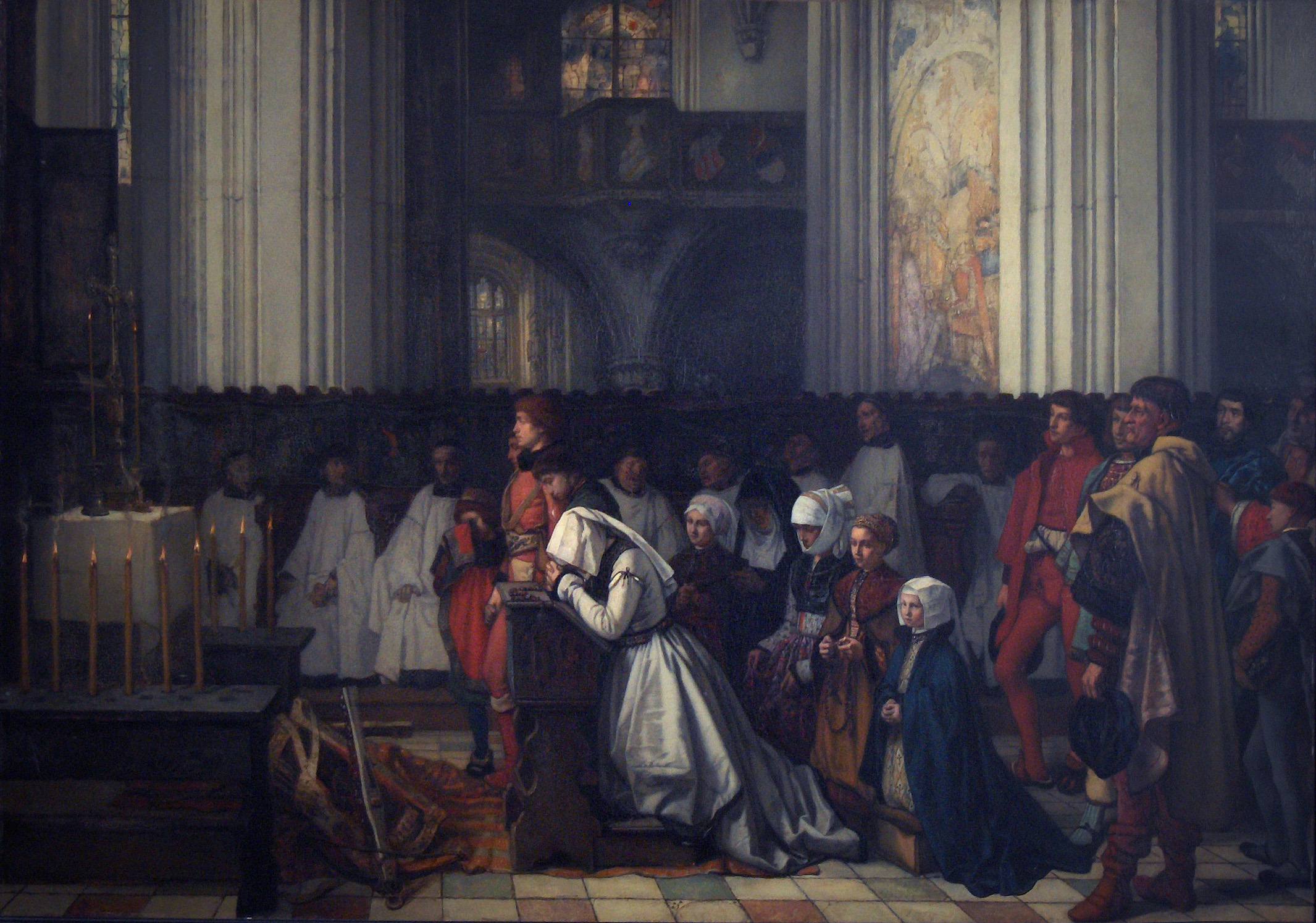
Les Trentaines de Bartel de Haze, 1854

Sa notoriété est grande au temps de son activité : on salue la qualité du dessin, la minutie de la reconstitution et ses talents de coloriste. Plusieurs artistes étudient à ses côtés, comme James Tissot, Lawrence Alma-Tadema ou son neveu Henri de Braekeleer. Il remporte une des huit grandes médailles d'honneur de l'Exposition universelle de 1855 de Paris où il expose entre autres Promenade hors les murs (Collections royales de Belgique).
Célèbre en son temps, Hendrik Leys est aujourd'hui considéré comme un artiste mineur mais nombre de ses œuvres sont exposées dans les musées d'Anvers (Visite de Dürer à Anvers en 1520, 1855 - la Fête de la gilde de Saint-Luc, 1858…) et de Bruxelles (Portrait de Philippe le Bon, 1863 – Portrait de Marie de Bourgogne…), et quelques autres dans d'autres collections, comme à Paris au Louvre ou au musée d'Orsay (Femme plumant une volaille dans un intérieur).

## Notes et références

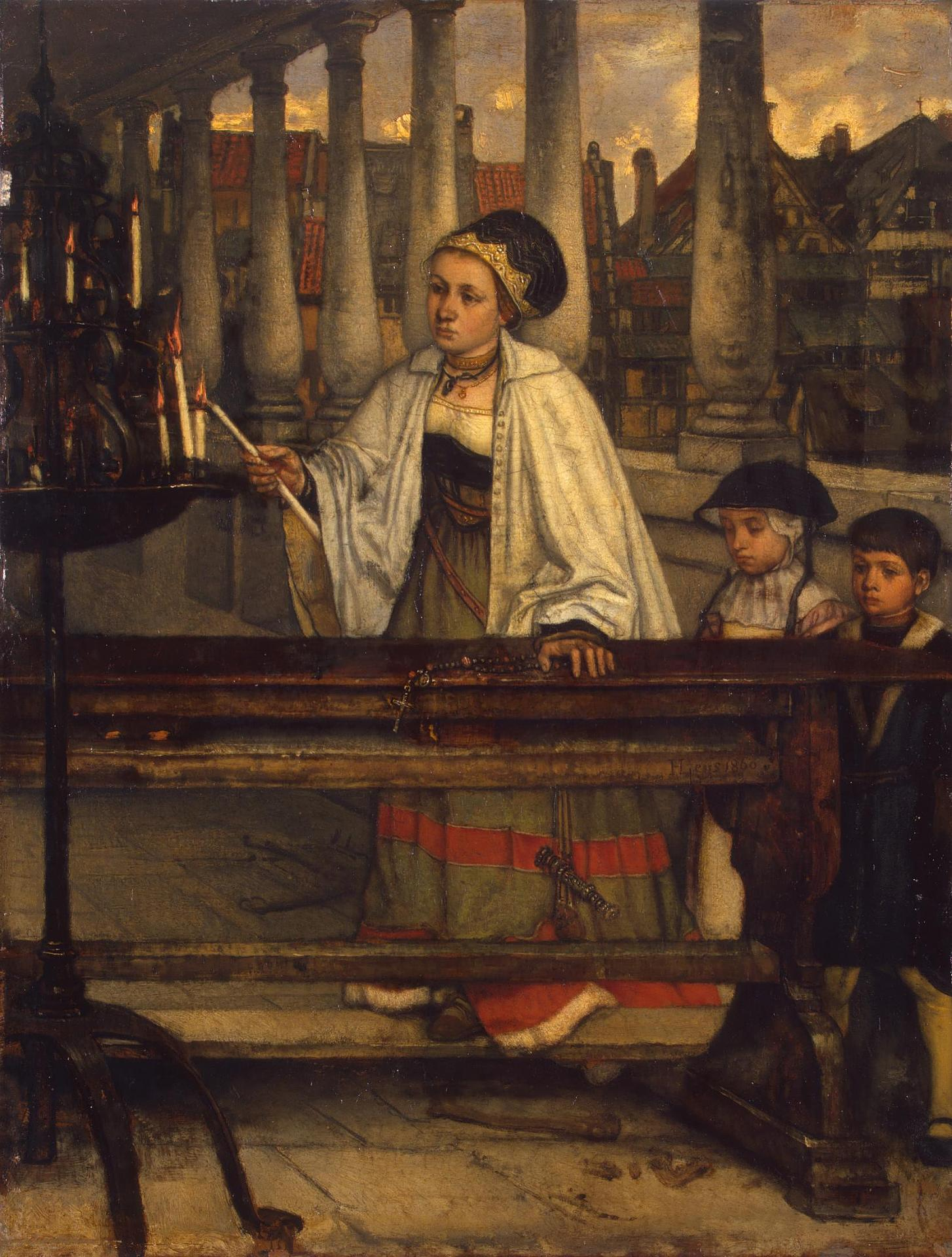
Le Vœu, 1860.

## Distinction
- Chevalier de l'ordre de Léopold (30 août 1840)[19].
- Officier de l'ordre de Léopold (1er novembre 1851)[20].